# Oppo R7
Oppo R7 là một chiếc điện thoại smartphone tầm trung dựa trên Android 4.4 (5.1 tại Việt Nam) với giao diện ColorOS 2.1 của Oppo Electronics, được ra mắt vào ngày 20 tháng 5 năm 2015. Mô hình của máy gồm 3 phiên bản khác nhau và sẽ được bán ra 6 quốc gia trên thế giới.

## Thông số kỹ thuật
Oppo R7 sử dụng bộ xử lý Qualcomm MSM8939 Octa-core với 3GB RAM và 32GB lưu trữ mở rộng, màn hình 5 inch với độ phân giải màn hình 1080 AMOLED 2.5D. Máy có trọng lượng 147g, trong đó bao gồm 93.23% kim loại. Oppo R7 có camera chính 13-megapixel và camera phụ 8-megapixel, chế độ phát tự động lấy nét sẽ tối ưu hóa chống rung có thể góp phần hướng tới chất lượng hình ảnh cao nhất. Oppo R7 còn trang bị công nghệ sạc VOOC.
Hiện tại, Oppo R7 chính thức phát hành tại Indonesia, Sri Lanka, Đài Loan, Singapore và Úc.

### Phần cứng
Oppo R7 sở hữu màn hình AMOLED 5.0 inch (1080p, kính cường lực Gorilla Glass 3) trong thân máy kim loại mỏng (6,3 mm). Máy được trang bị vi xử lý Snapdragon 615 tám nhân, RAM 3 GB và bộ nhớ trong 16 GB có thể mở rộng. Camera chính 13 MP (PDAF) và camera selfie 8 MP. Pin Li-Po 2320 mAh không thể tháo rời với sạc nhanh 20W.